# ジフルクトース無水物シンターゼ
ジフルクトース無水物シンターゼ(Difructose-anhydride synthase、EC 3.2.1.134)は、以下の化学反応を触媒する酵素である。
ビス-D-フルクトース-2',1:2,1'-二無水物 + 水{\displaystyle \rightleftharpoons }イヌロビオース
従って、この酵素の基質はビス-D-フルクトース-2',1:2,1'-二無水物と水の2つ、生成物はイヌロビオースである。
この酵素は加水分解酵素、特にO-及びS-グリコシル化合物加水分解酵素に分類される。系統名は、ビス-D-フルクトース-2',1:2,1'-二無水物 フルクトヒドロラーゼ(bis-D-fructose 2',1:2,1'-dianhydride fructohydrolase)である。他に、inulobiose hydrolase等とも呼ばれる。